# Oficina de correos

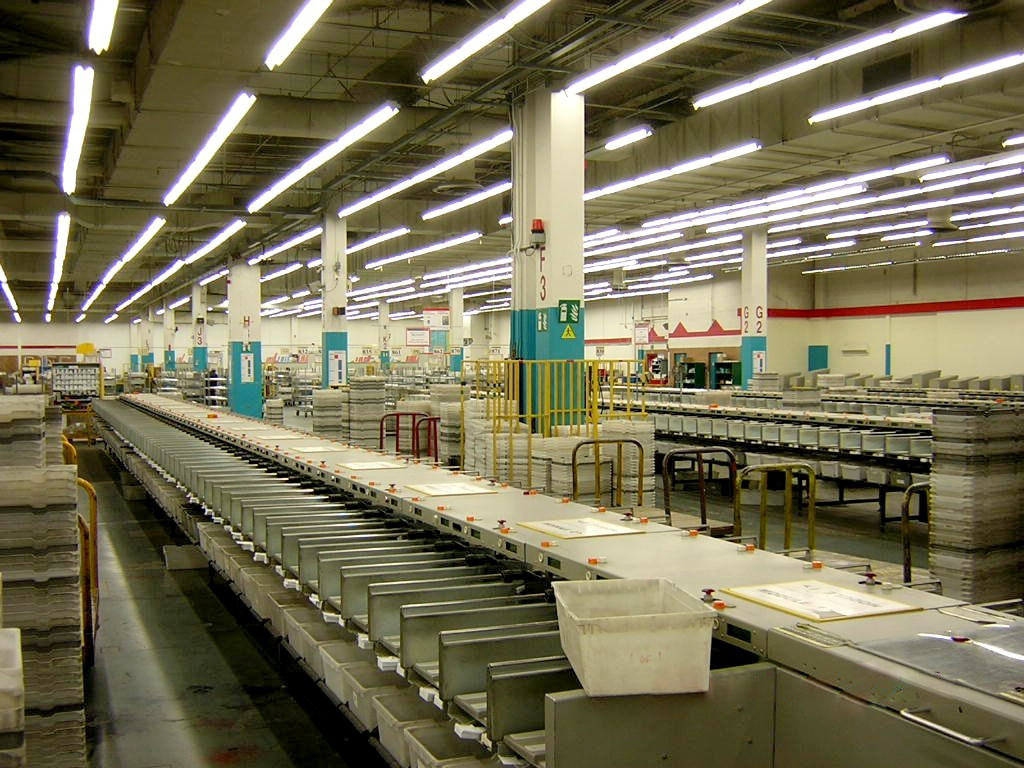
Máquinas para ordenamiento automático del correo dentro de una oficina postal central.

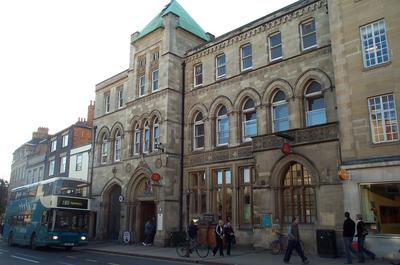
Una oficina postal en Inglaterra, Reino Unido.

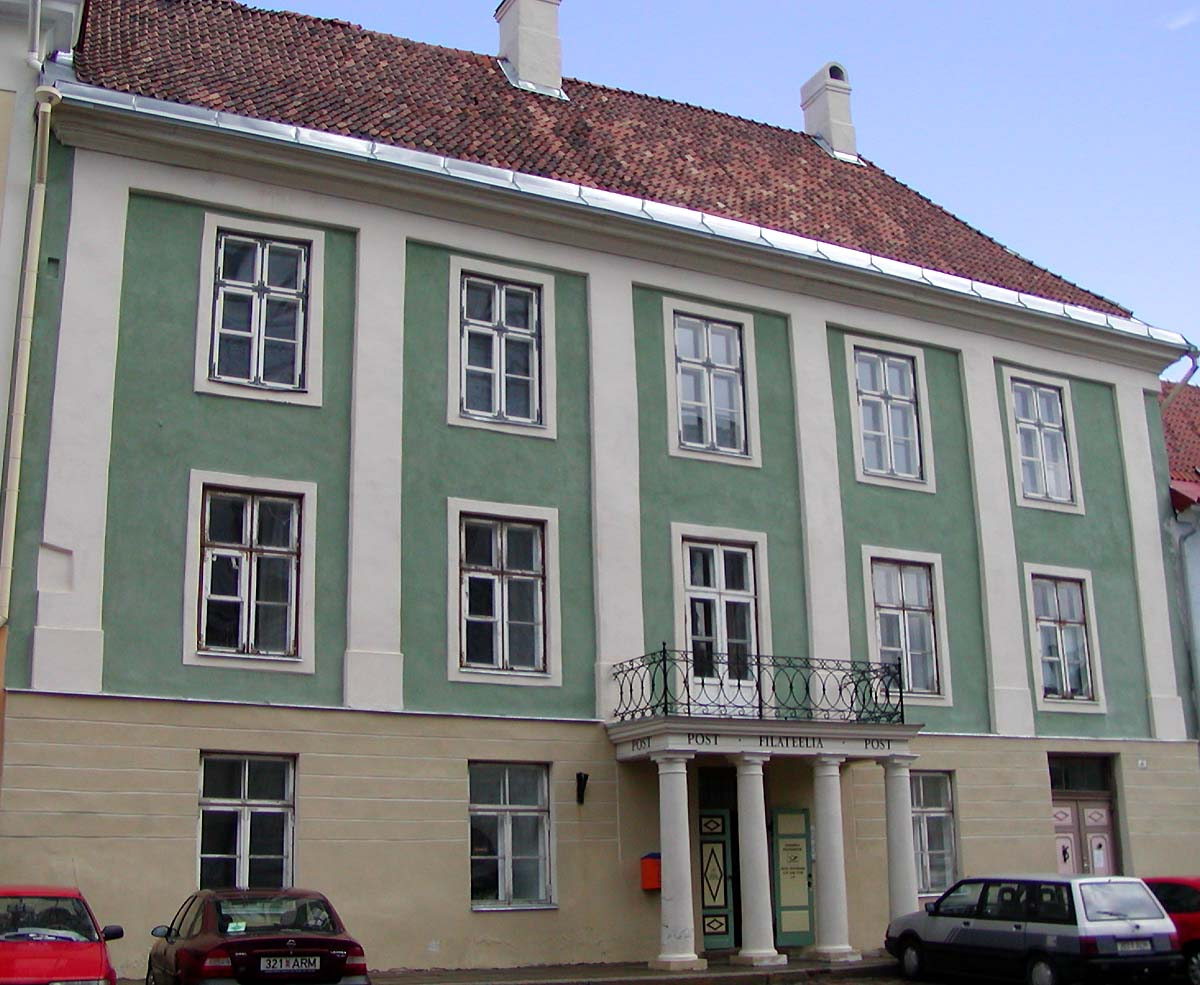
Antigua oficina de correos en Toompea, Tallin, Estonia.

La oficina de correos u oficina postal es un ente encargado de enviar, recibir, ordenar, manejar, transmitir y entregar el correo. 
Es el establecimiento donde se depositan las cartas para su envío y se recogen las recibidas. 
Las oficinas postales ofrecen servicios relacionados con los correos, tales como apartados aéreos, gastos de envío y suministros para empaquetado. Además en algunas oficinas postales se ofrecen servicios como formularios, giros de dinero, cambio de monedas y servicios bancarios entre otros.
Dentro de las oficinas postales los correos son procesados para su entrega. El correo también es procesado en otras oficinas dedicadas a este fin, las cuales no están abiertas al público. En la actualidad muchas oficinas de correo cuentan con equipos sofisticados para ordenar el correo, incluyendo cintas transportadoras.

## Estafeta de correos

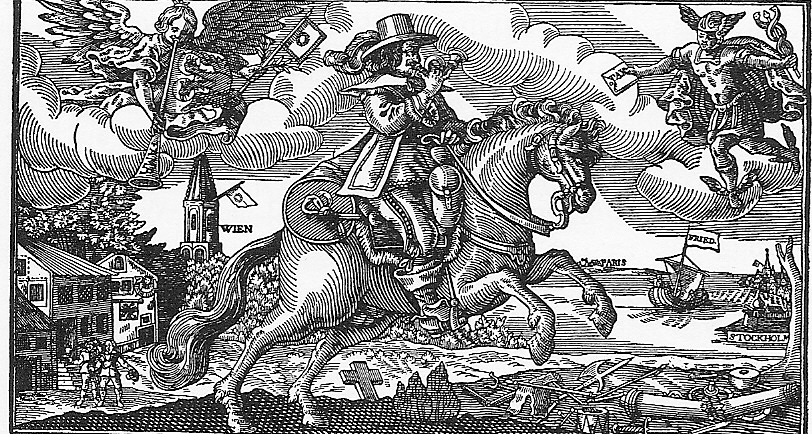
Estafeta.

En otro tiempo se entendía por estafeta, palabra derivada del italiano staffa, un correo que caminaba con dos guías o correos conductores de un paquete solamente de un lugar a otro. 
Posteriormente, la estafeta corría únicamente a través de los caminos sin estos dos guías que le daban tanta importancia. 
La estafeta era más o menos un correo: menos que un correo, porque este estaba encargado de diversos despachos y más que un correo, porque la estafeta solo tenía la misión de llevar oficialmente una única noticia, pero era una noticia de alta importancia. 
Hoy día es el establecimiento donde se depositan las cartas para su envío y se recogen las recibidas

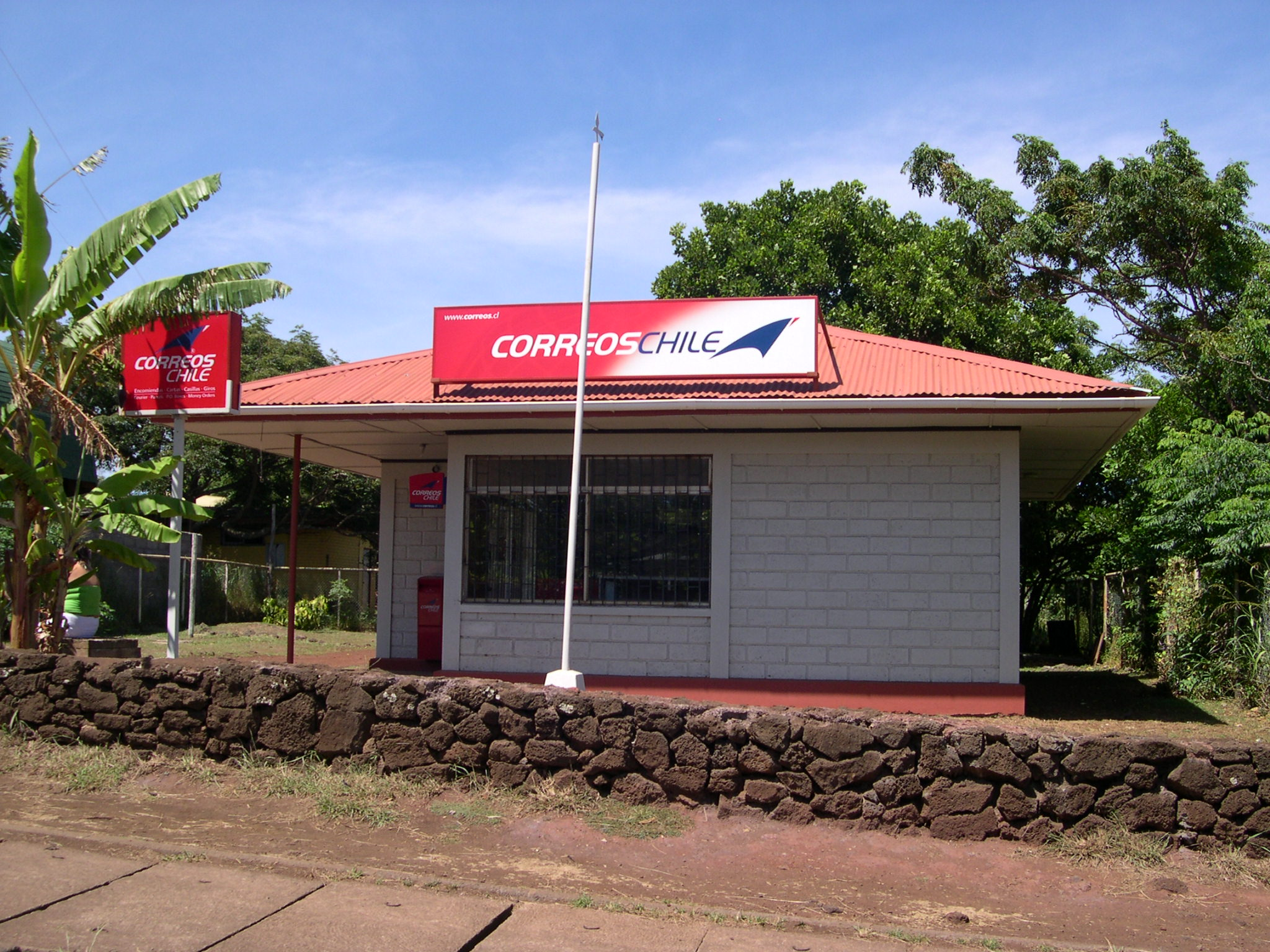
Una oficina postal de Isla de Pascua, Chile.